# St. Maria (Hofolding)

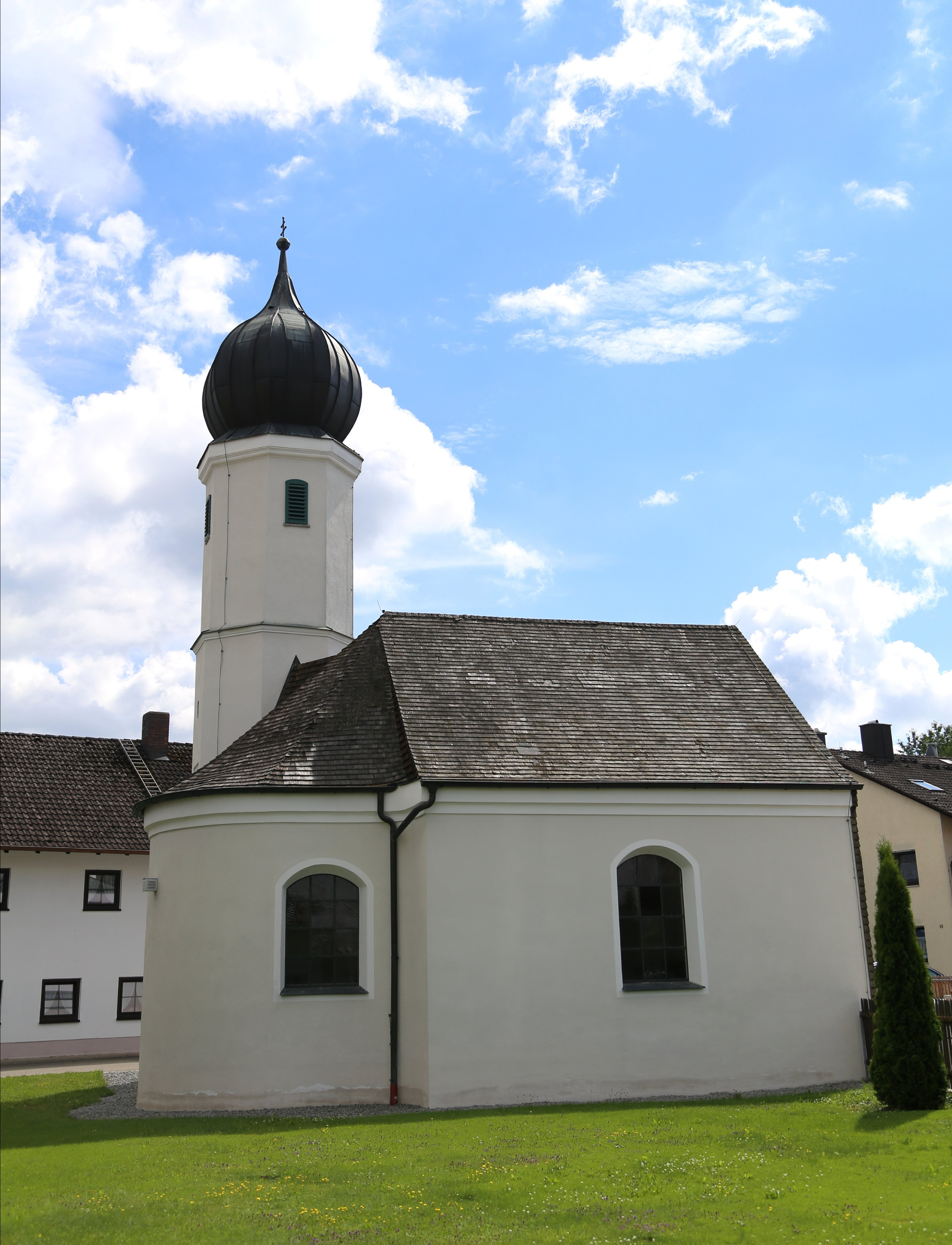
Kapelle St. Maria in Hofolding

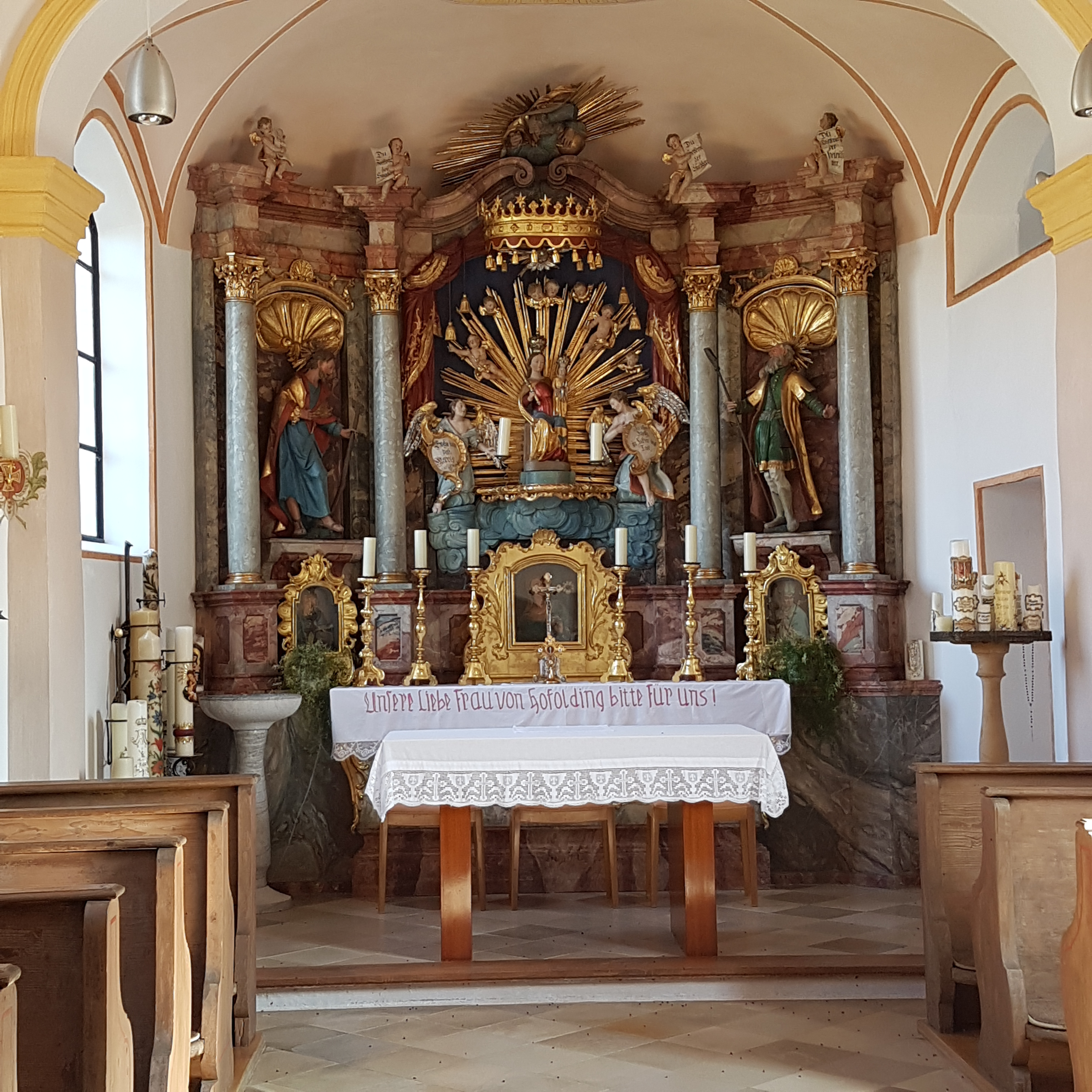
Chor mit Altar

Die katholische Wallfahrtskapelle St. Maria in Hofolding, einem Gemeindeteil von Brunnthal im oberbayerischen Landkreis München, wurde von 1755 bis 1759 errichtet. Die Kapelle an der Höhenkirchner Straße 18, am Nordrand des Dorfes gelegen, ist ein geschütztes Baudenkmal.

## Beschreibung
Der barocke Saalbau wurde vom Wolfratshausener Maurermeister Peter Reiser errichtet. Er besitzt eine eingezogene Apsis und wird von einer Stichkappentonne gedeckt. Der Chorwinkelturm mit zwei Achteckgeschossen über quadratischem Unterbau und Zwiebelhaube wurde 1797 angefügt.
Die Deckenbilder (Mariä Heimsuchung, Verehrung des örtlichen Gnadenbildes durch die Bevölkerung) wurden kurz nach dem Zweiten Weltkrieg von Joseph Bergmann (1888–1952) ausgeführt.